# Ksar Akhlouf
Ksar Akhlouf (en arabe : دوار أخلوف) est un village fortifié dans la province de Zagora, dans la région de Draa-Tafilalet au sud-est du Maroc .